# Waelder
Waelder – miasto w Stanach Zjednoczonych, w stanie Teksas, w hrabstwie Gonzales.
W Waelder urodził się amerykański bokser - Sam McVey